# Torymus mediocris
Torymus mediocris är en stekelart som först beskrevs av Walker 1874.  Torymus mediocris ingår i släktet Torymus och familjen gallglanssteklar. Inga underarter finns listade i Catalogue of Life.